# 国際連合安全保障理事会決議1546
国際連合安全保障理事会決議1546（こくさいれんごうあんぜんほしょうりじかいけつぎ1546、英: United Nations Security Council Resolution 1546）は、2004年6月8日に国際連合安全保障理事会で採択されたイラク・クウェート情勢に関する決議。略称はUNSCR1546。

## 概要
国連安保理決議1546は、イラクの復興支援に関する決議で、イラク暫定政府（Interim Government of Iraq）の成立を承認するとともに、連合国暫定当局（CPA）の解散と、イラクの主権回復を歓迎するもの。イラク暫定政府が提示した民主化移行計画を承認し、国際連合イラク支援ミッション（UNAMI）による計画実施支援を決定した。決議は全会一致で採択された。

## 主な内容
- イラク暫定政府（Interim Government of Iraq）の成立を承認
- 2004年6月30日を以て占領状態が終了したと認定
- 連合暫定当局（CPA）の解散とイラクの主権回復を歓迎
- 次の民主化移行計画を承認

1. 2004年6月30日までのイラク暫定政府の成立
2. イラク社会の多様性を反映した国民会議の召集
3. 早ければ2004年12月31日、遅くとも2005年1月31日までに暫定国民議会議員を選出する民主的な直接選挙の実施
4. 2005年12月31日までの憲法制定

- 国連イラク支援ミッション（UNAMI）に次の任務を委任することを決定：

1. 2004年7月中に諮問委員会（Consultative Council）を選ぶ国民会議の召集支援
2. イラク独立選挙委員会（Independent Electoral Commission of Iraq）及びへ暫定国民集会（Transitional National Assembly）への助言と支援
3. 国民間の対話とイラク国民による憲法案制定のための合意形成の促進
4. 有効な社会サービス開発におけるイラク政府への助言
5. 再建・開発・人道支援への貢献
6. 人権保護・国民再統合・法の支配強化のための法制度の改革の促進
7. 包括的国勢調査の初期改革におけるイラク政府への助言と支援
8. イラクにおける多国籍軍（multinational force）の駐留はイラク暫定政府からの要請に基づくことに留意し、それゆえに多国籍軍は決議1511（2003）に基づき承認されたものであることを再確認
9. 多国籍軍への活動委任期限はイラク政府からの要請または本決議採択後1年後に見直すことを決定
10. 加盟国及び国際機関に多国籍軍への協力を要請
11. イラクの警察・国境防衛隊・施設保護部隊（Facilities Protection Service）の整備の重要性を強調
12. イラクにおけるあらゆるテロ行為を非難
13. イラクへの武器及びその関連物資の販売・供給の禁止を決定
14. 事務総長に本決議採択後3ヵ月以内にUNAMIの活動状況について報告するよう要請